# GSC8942-2008
GSC8942-2008 — хімічно пекулярна зоря спектрального класу A, що має видиму зоряну величину в смузі V приблизно 10,5.